# متحف صلصالي الخاص
متحف صلصالي الخاص في الإمارات العربية المتحدة، هو أول متحف خاص في المنطقة للفن المعاصر في الشرق الأوسط والعالم. تم تأسيسه في نوفمبر 2011 من قبل رامين صلصالي حيثُ أطلق "رامين صلصالي" مجموعته الفنية حين كان يبلغ 21 عاماً وما زال يطورها منذ ذلك الحين، وانطلاقاً من ثقته بقيمة وقوة المجموعات الفنية الخاصة، أسّس متحفه الخاص والمعروف باسم - صلصالي - عام 2011. ويقع في المنطقة الصناعية في القوز في شارع السركال، وهو مجمع يضم أعلى نسبة من صالات العرض والمساحات الإبداعية في المنطقة.
تتميز المعارض في متحف صلصالي الخاص بأعمال فنية من مجموعة صلصال ويتم عرض التحف الفنية فيه في جميع أنحاء العالم. وتتبنى المنطقة الصناعية هذه المعارض وتعمل على تصنيفها كمراكز مستقلة لهواة جمع الأعمال الفنية.

## المؤسس
بدأ رامين صلصالي جمع الأعمال الفنية في سن 21 عامًا. ولد في طهران عام 1964 ، ودرس الاقتصاد والإدارة الإستراتيجية والتسويق مع التركيز على تصميم الصناعة في ألمانيا وإنجلترا.
في أبريل 2011 ، أنشأ صلصالي المتحف في دبي. وعمل على إفتتاح المتحف في نوفمبر 2011 ،وهو أول متحف خاص للفن المعاصر في المنطقة. يعرض مجموعة صلصالي التي تضم أكثر من 900 قطعة من الرسم والتصوير وفن الفيديو والنحت وفن التركيب.
قام محمد بن راشد آل مكتوم ، نائب رئيس دولة الإمارات العربية المتحدة ورئيس مجلس الوزراء وحاكم دبي ، بزيارة معرض بصلصالي وتم تكريمه كـ "راعي الفنون" في الأعوام 2010 و 2011 و 2012 لمساعدته ومشاركته في المشهد الفني.

## المعارض الموجودة في المتحف
- "SHOW OFF!" (نوفمبر 2011)
- "الحياة قصيرة جدًا" (مارس 2012)
- "الملجأ الزلزالي" بقلم بانتي رحماني (سبتمبر 2012)
- إيران - دورة في الدقيقة (نوفمبر 2012)
- "أوليمبيا" بقلم بريان فيري (ديسمبر 2012)
- رضا دراكشاني (مارس 2013)
- CHRISTIAN VOIGT (سبتمبر 2013)
- "سينما" (ديسمبر 2013)
- عمران قريشي (يناير 2014)
- "أمير حسين زنجاني" (مارس 2014)
- "الوعي الخفي" لمحمد احساي (مارس 2014)
- `` المناظر الطبيعية غير المرئية والمستقبل الخرساني  بقلم حازم حرب (مارس 2015)
- `` German COOL  (نوفمبر 2015)

## المنشورات الموجودة داخل المتحف
- "رضا ديراكشاني - أعمال مختارة"
- محمية الزلازل - بانتي رحماني
- كتالوج معرض أمير حسين زنجاني الفردي
- كتالوج معرض "German COOL"

## أعمال الفنانون في المتحف
يتم دعم الفنانين الشباب من قبل متحف صلصالي الخاص وتعريفهم بالمشهد الفني العربي. تضم مجموعة رامين صلصالي، التي تضم أكثر من 900 عمل فني ، أعمالًا لفنانين من الشرق الأوسط مثل سارة رهبر ، وأمير حسين زنجاني ، وبانتي رحماني ، وعلاء دهقان ، وحسين رضواني ، وأناهيتا رزمي ، وفرزان سجدي ، وأفي فريدون ، ورامين حري زاده ، وأيمن بعلبكي ، رضا ديركشاني ، وركني حري زاده ، وفريدة لشاي ، ومنى حاطوم ، وشيرين نشأت ، ويوسف نبيل ، ونظيف توبكوغلو ، ومنال الضويان ، وحليم الكريم ، وقمبيز صبري ، وإلهام بوريمير ، ولطيفة بنت مكتوم. يمثل المشهد الفني العالمي أعمال أرمان ونيكي دي سانت فال وجوناثان ميس ودانييل سبوري وأندريه بوتزر وإروين أولاف وبيتر فيشلي وديفيد فايس ومريت أوبنهايم ودانييل ريشتر وكاثرين برنهارد.

## معرض الصور

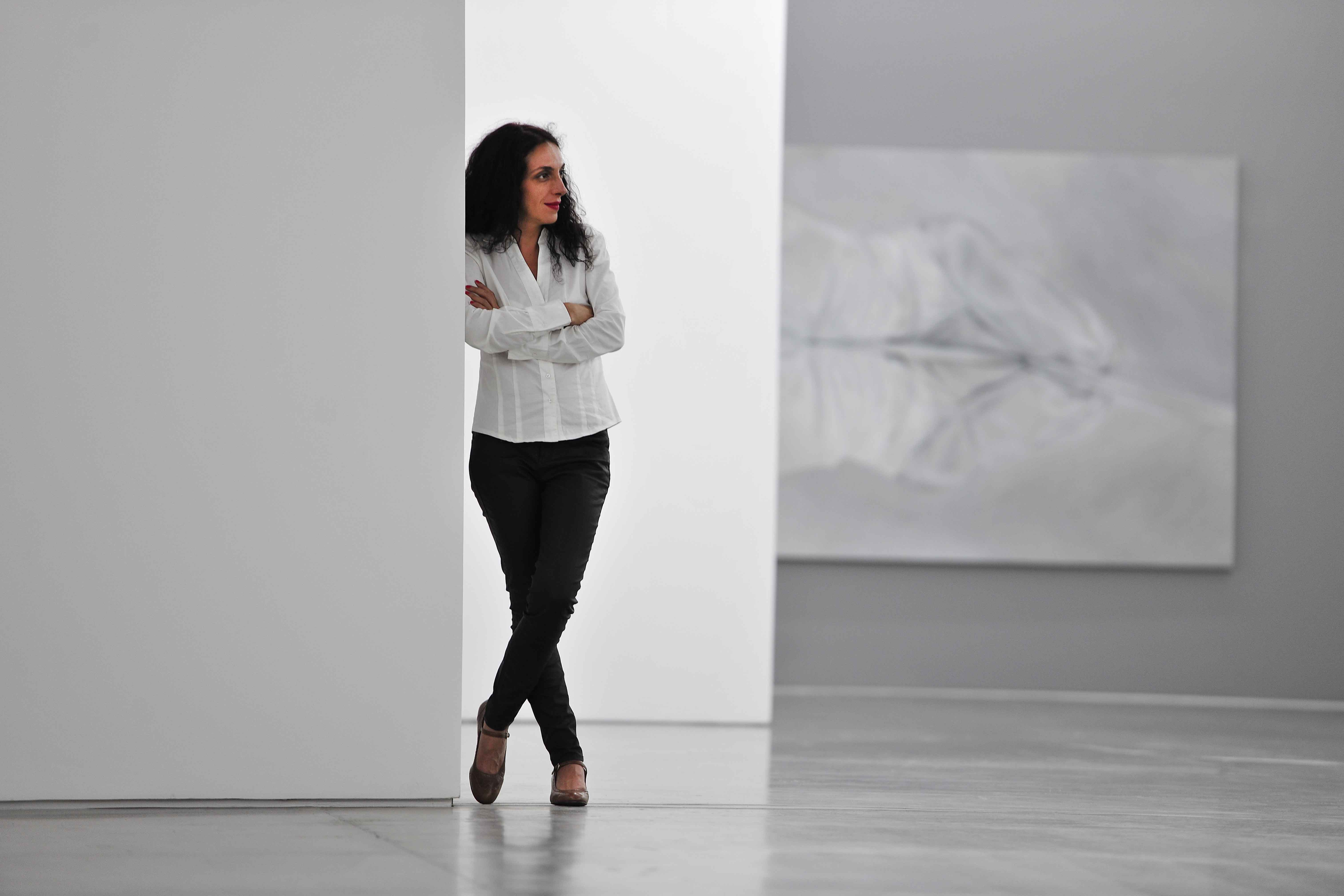
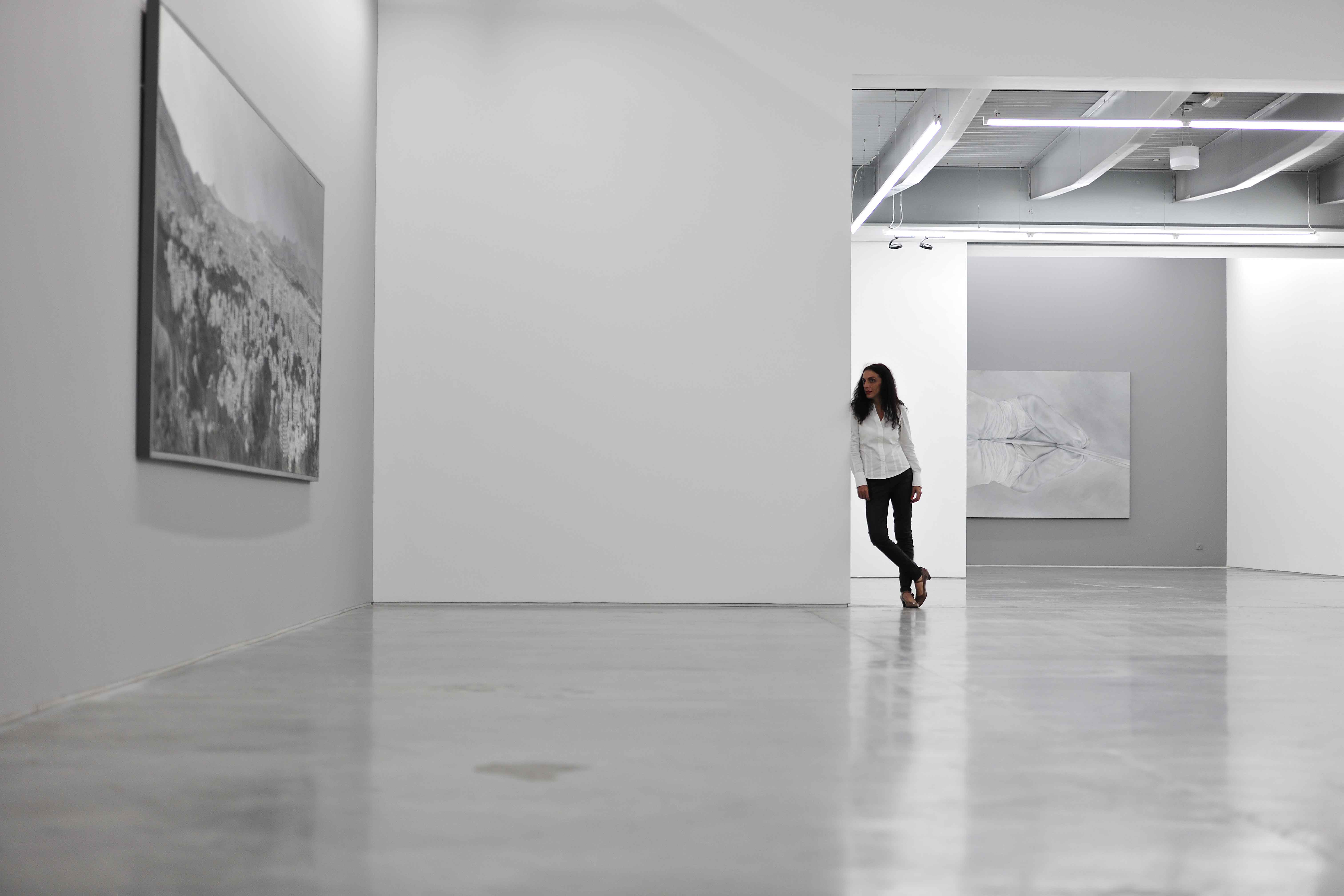
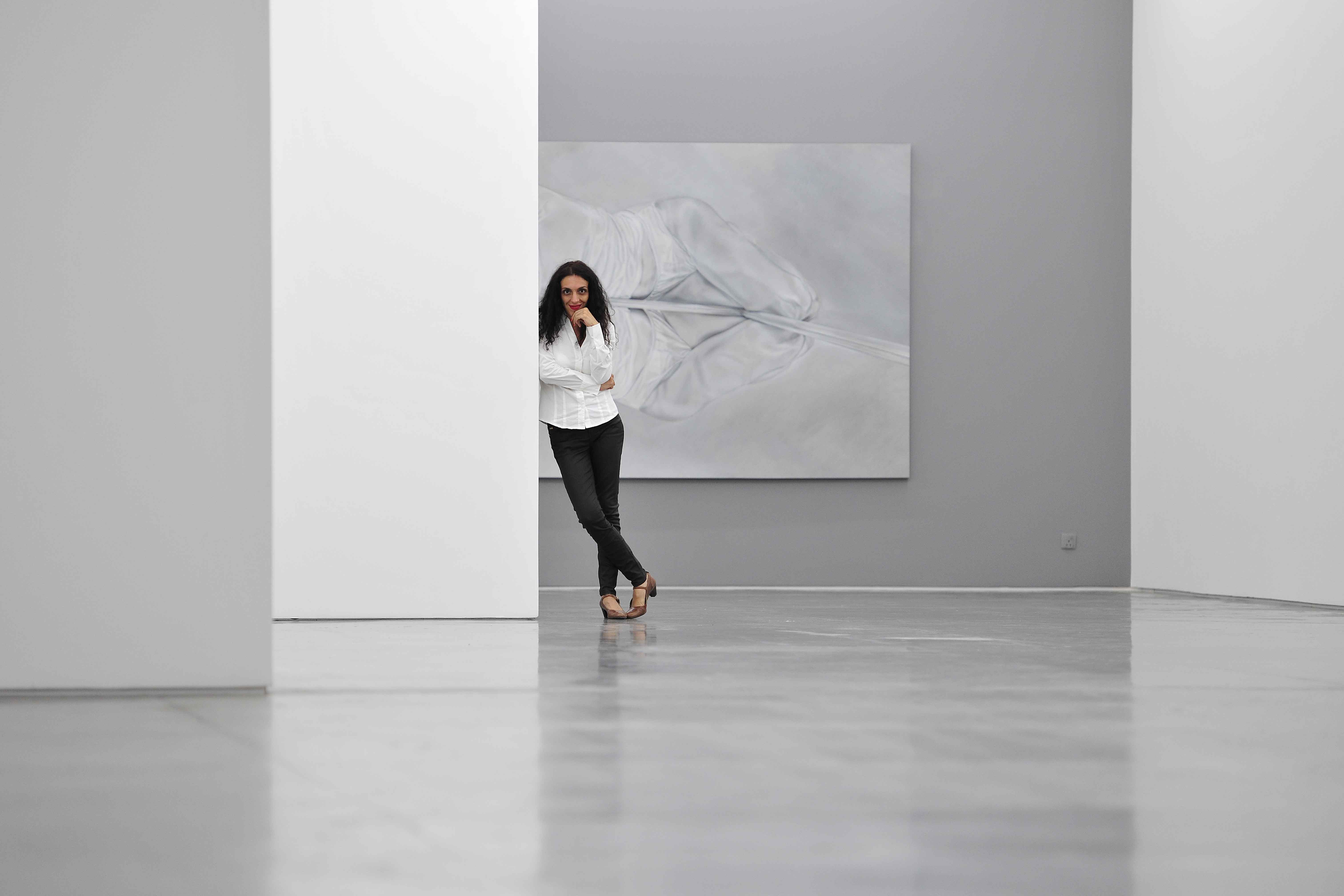
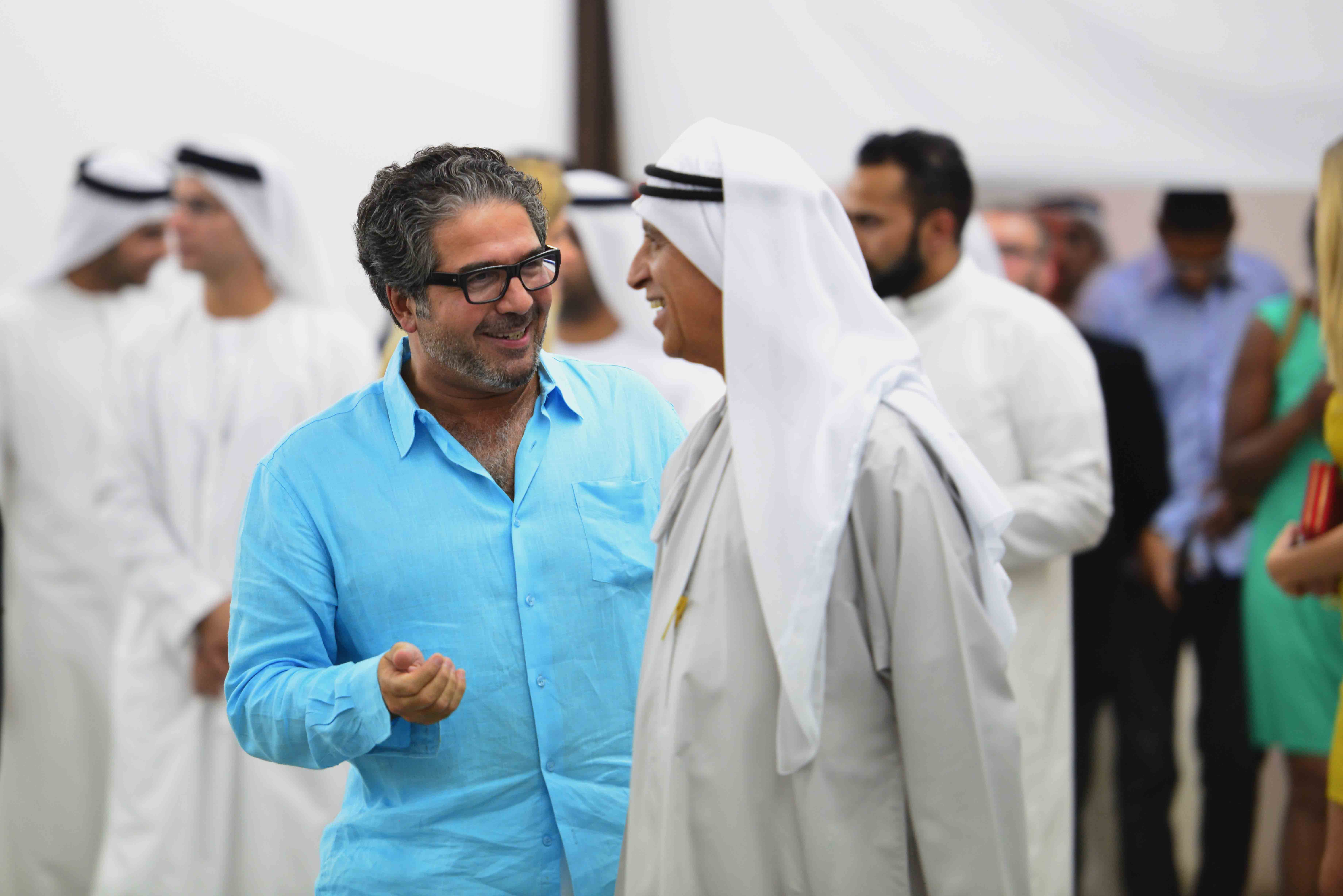